# Шимкент
Шимкент (каз. Şymkent, рус. Шымкент), до 1993. се звао Чимкент (каз. Тşimkent, рус. Чимкент) је град Казахстану у Јужноказахстанској области која је најгушће насељена област земље. Према процени из 2010. у граду је живело 625.110 становника.. Шимкент је трећи највећи град земље после Алматија и Нур Султана. 
Налази се 690 километара западно од Алматија и 120 километара северно од Ташкента. 
Овде се налази ФК Ордабаси.

## Становништво
Према процени, у граду је 2010. живело 625.110 становника.
| 1979.    | 1989.    | 1999.    |
| -------- | -------- | -------- |
| 321.535. | 380.091. | 390.200. |